# Табу (фильм, 1980)
«Табу» (англ. Taboo) — американский порнофильм 1980 года, снятый в поджанрах «инцест-порно» и «MILF-порнография». Первая из двадцати трёх лент одноимённой серии фильмов (1980—2007).

## Сюжет
Зрителю представляется женщина по имени Барбара Скотт, которая испытывает жизненные трудности после того, как её бросил муж. Её преследуют неурядицы как в личной жизни, так и на работе. Желая помочь подруге, Джина назначает Барбаре свидание со своим другом, который ведёт женщину на вечеринку свингеров.
Накануне этого свидания Пол, сын Барбары, начинает испытывать кровосмесительные желания, увидев свою мать обнажённой.
Свидание выходит неудачным, однако в Барбаре просыпается немыслимая похоть к собственному сыну. Охваченная противоречивыми чувствами и не знающая, что делать, женщина находит убежище в объятиях старого друга Джерри.
Дальнейшее развитие сюжета показывает, что Барбара в итоге достигла своих рабочих и эмоциональных целей, не закрыв полностью линию страсти между ней и Полом.

## В ролях
В титрах указаны более двух десятков актёров и актрис, но примерно три четверти из них почти или совершенно неизвестны зрителю, для многих из них это осталась единственная работа в их кино-копилке.
- Кей Паркер — Барбара Скотт
- Дороти Лемэй[фр.] — Шерри, девушка Пола
- Майк Рэйнджер — Пол Скотт, сын Барбары
- Джульет Андерсон — Джина, подруга Барбары

## Восприятие и критика
Лента вышла на экраны на закате эры порношика (1969—1984).
Теглайн: «История семейного ИНЦЕСТА!»
- Adams Underground. «… Паркер… окутывает роль Барбары нежным, чувственным туманом утончённого женского очарования, которое дразнит ощутимой страстью, бушующей глубоко в этой великолепной груди…» В то же время ресурс раскритиковал нереалистичное изображение инцеста, концовку фильма и некоторые его технические аспекты, включая монтаж и звук. Заключение: «Все недостатки фильма сводятся к не более чем быстро забываемому „бу-бу“, когда Барбара мягко целует с тёплой нежностью, оставляющей у вас неизгладимые, приятные воспоминания…»[2]
- Pornonomy. «В целом, фильм выдержан в хорошем темпе и хорошо сыгран, и хотя я лично думаю, что ему могли бы помочь немного более тёмные тона (что-то вроде 3 часов ночи); как самостоятельное явление, он соответствует тому месту, которое занимает в истории порно»[3].
- Rogreviews. «Сексуальные сцены короткие, мягче, чем мы привыкли, и просто не соответствуют лучшему из того, что мы можем увидеть в наши дни. Это, конечно, обратная сторона. С другой стороны, мы видим классику. 11 из 12 звёзд.»[4]
- Steve The Movie Man. «… веха в истории порно… это вполне можно считать ранним американским полнометражным порнофильмом, посвященным фетишу, в данном случае инцесту матери и сына…» Напомнив, что эта картина была написана женщиной (автором сценария и продюсером выступила малоизвестная Хелен Терри), обозреватель добавил: «Фильм по своей сути показывает, как женщину отвергают все: общество, работодатели и даже собственный муж за то, что она якобы недостаточно хороша; и когда она наконец в первый раз, делает то, что хочет, её переполняют чувство вины и стыда. Кто бы мог подумать, что порнографический фильм когда-либо зайдёт так глубоко (образно говоря)?»[5]

В 1983 году фильм «Табу» выиграл «премию Гомера» от Video Software Dealers Association в категории «Лучшая плёнка для взрослых».